# Skeletthumusboden

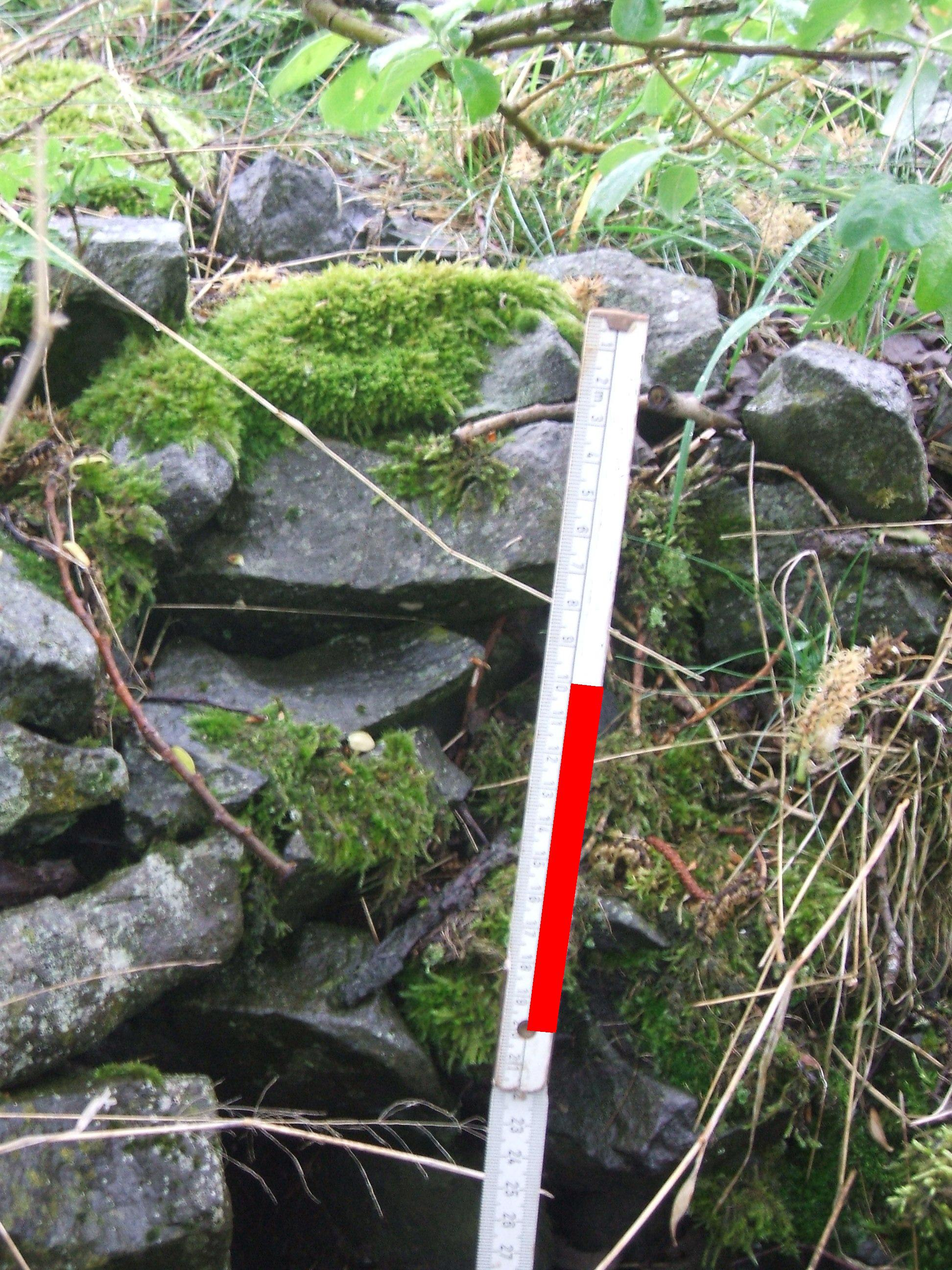
Profil eines Skeletthumusbodens aus Basaltschutt (Kasseler Berge)

Der Skeletthumusboden (FS) gehört zu der Abteilung der terrestrischen Böden, genauer zu der Klasse F (O/C-Böden), wie auch der Felshumusboden. Er besteht aus lockerem Grobmaterial (Skelett), dessen Zwischenräume mit Humus ausgefüllt sind.

## Entstehung und Verbreitung
Dieser Bodentyp entsteht aus einem mineralischen Unterbodenhorizont, der überwiegend aus Bodenskelett besteht wie Schutt oder Geröll. Er ist feinerdearm bis feinerdefrei und weist kaum Feinskelett (Kies und Grus) auf. Da dieses Ausgangsmaterial nicht massiv ist, sondern zahlreiche Zwischenräume aufweist, kann sich in den Spalten humoses Material ansammeln. Aus diesem Grund ist der grobe Bodenkörper mit mehr oder weniger viel organischer Substanz vermischt, die sich in den Hohlräumen befindet. Das Gestein selbst ist aber meist nahezu unverwittert.
Der Humus wird zum einen über den Wind von anderen Standorten eingetragen (Laub etc.). Zum anderen stammt die Biomasse aber auch von Pionierpflanzen wie Flechten und Moose, die sich auf dem Gestein ansiedeln.
Durch den Eintrag von Stäuben und die Verwitterung des Ausgangsmaterials entwickeln sich die O/C-Böden der Geröllfeldern schnell zu tiefgründigeren Böden weiter. Deshalb kommen Skeletthumusböden in Deutschland natürlicherweise nur kleinräumig in Gebirgen vor. Dort liegen sie an Hängen unterhalb von Steilwänden, auf denen durch die Verwitterung der Felsen ständig loses Gesteinsmaterial nachgeliefert wird. Außerdem verhindern stetige Erosionsvorgänge die Bildung mächtigerer Bodenhorizonte aus Feinmaterial. Daneben sind Skeletthumusböden aber auch typische Folgeböden menschlicher Tätigkeiten, da sie sich auf Schuttablagerungen, Schlackehalden oder Gleisschotter bilden.
Weltweit kommen Skeletthumusböden außer in Gebirgen auch in Kältewüsten vor, wo starke Erosionsvorgänge und eine niedrige Biomasseproduktion vorliegen.

## Bodenvergesellschaftung
Felshumusböden sind eng mit Skeletthumusböden verwandt, mit denen sie auch eine gemeinsame Bodenklasse bilden. Dort liegt aber kein grobes Lockermaterial an, sondern ein massiver Untergrund mit Humusauflage. In der Regel stehen Fels- und Skeletthumusböden in einem nahen räumlichen Zusammenhang. Typisch ist ein Steilhang (Felshumusboden), der direkt über einer Schutthalde aus Erosionsmaterial (Skeletthumusboden) liegt.
Ohne den Einfluss der Erosion entwickeln sich Skeletthumusböden rasch weiter und die eigentliche Bodenentwicklung setzt ein. Durch die Stäube und die Verwitterung beginnt der Anteil organischer Substanz im Füllmaterial der Zwischenräumen zu sinken. Gleichzeitig nimmt die mineralische Komponente zu. Sobald weniger als 30 Gewichtsprozent organische Substanz vorliegen, ist ein Mineralbodenhorizont erreicht. Der so entstandene Boden wird als Lockersyrosem bezeichnet. Meist sind Lockersyroseme und Skeletthumusböden eng miteinander vergesellschaftet.
Wenn die Oberböden eine größere Mächtigkeit erreicht haben, schließen sich die sogenannten Ah/C-Böden in der Entwicklung an: Auf Kalksteinen (> 75 % Kalk) ist dies die Rendzina, auf mergeligen Gesteinen (2–75 % Kalk) die Pararendzina und auf kalkfreien Gesteinen (< 2 % Kalk) der Ranker. Böden dieser Klasse kommen ebenfalls in der Nähe von Skeletthumusböden vor.
Skelettreiche Flusstäler sind oft keine Skeletthumusboden. Sie werden meist den Auenböden zugeteilt. Der zugehörige Bodentyp kiesiger Flussränder heißt Rambla.

## Horizontierung
Die Horizontabfolge in der Deutschen Bodensystematik lautet: (O)/xC+O/(xC)/lC,mC
- O: Auf dem Bodenskelett kann eine organische Auflage ('O') aufliegen. Diese fehlt aber häufig, weil der Humus in die Zwischenräume des Untergrunds fällt.
- xC+O: Auf jeden Fall weist der Bodentyp einen Verzahnungshorizont ('+') auf. Das Ausgangsmaterial ('C') besteht aus grobem Skelett, wobei das 'x' für 'steinig' steht. In den Zwischenräumen steckt organische Substanz ('O'). Von einer Verzahnung wird aus zwei Gründen gesprochen: Einerseits befinden sind die Steine und der Humus im gleichen Horizont. Andererseits gibt es keine richtige Durchmischung, da Humus und Gestein ohne großen Aufwand voneinander getrennt werden könnten. Die Tiefe des Horizonts kann stark variieren und mehrere Dezimeter betragen. Sie hängt unter anderem von der Breite der Zwischenräume, der Niederschlagsmenge oder dem vorhandenen Humus ab.
- xC: Unter Umständen ist der Humus (noch) nicht bis in die tiefsten Zwischenräume vorgedrungen. In diesem Fall liegt ein steinreicher Ausgangshorizont ohne Humusanteil vor.
- lC, mC: Unter dem Grobboden folgt irgendwann lockeres ('l') oder massives ('m') Material.

In der internationalen Bodenklassifikation World Reference Base for Soil Resources (WRB) sind die Skeletthumusböden zu den Histosolen gestellt, wenn sie eine über 10 cm mächtige organische Auflage aufweisen. Ist die Auflage geringer, so fallen sie in die Gruppe der Leptosole.

## Eigenschaften und Nutzung

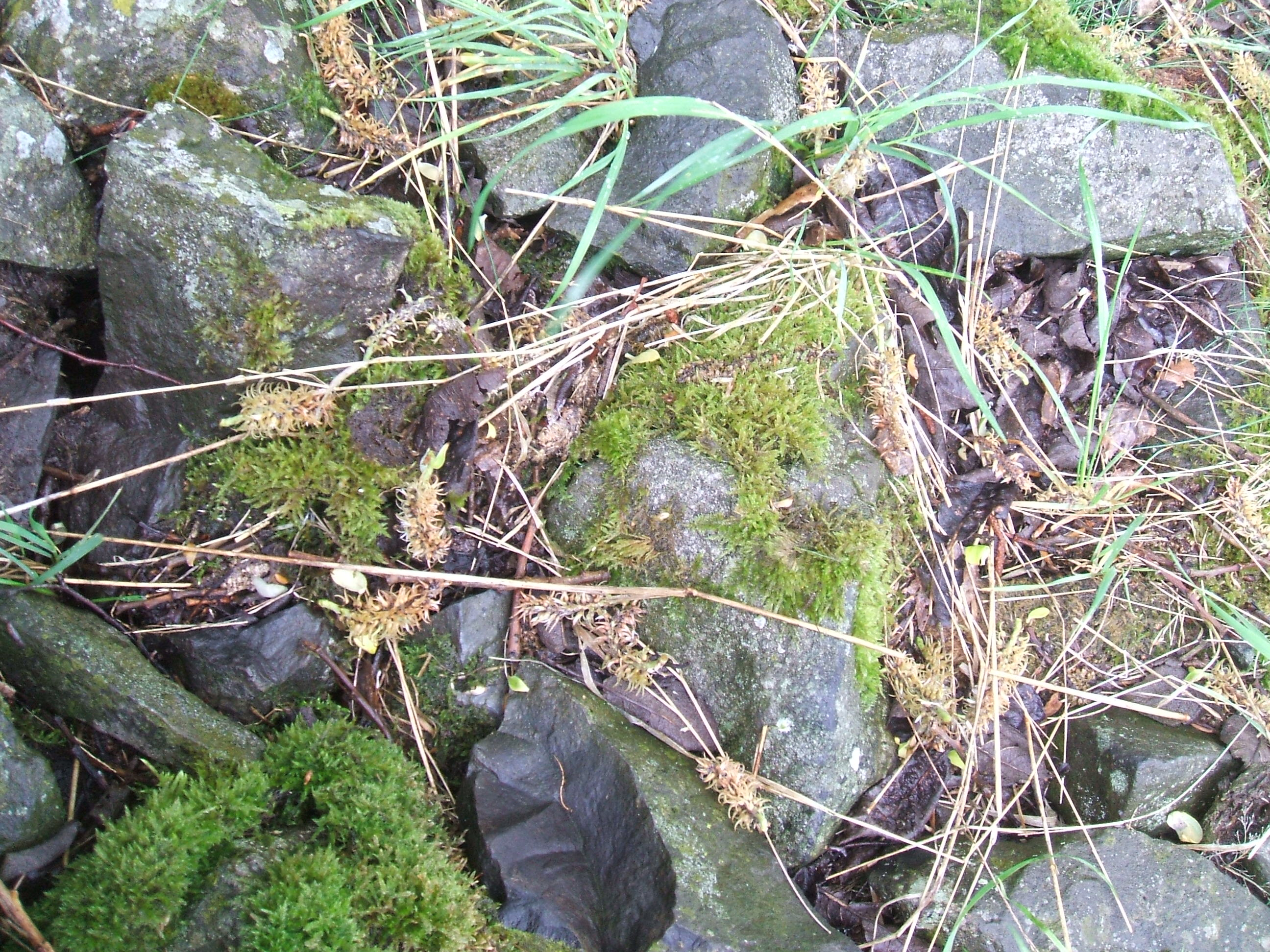
Aufsicht auf einen Skeletthumusboden aus Basaltschutt

Eine oft typische Eigenschaft des Felshumusbodens ist der Wechsel von Gestein und Humuseinlage, so dass die Eigenschaften kleinräumig stark schwanken. In den Klüften können dutzende Zentimeter Humus in den Untergrund reichen, während direkt daneben nur blanker Stein ansteht. Trotz des nicht massiven Materials ist dieser Boden als nicht grabbar einzustufen.
Der Eintrag von Nährstoffen geschieht in erster Linie über Stäube und Niederschläge. Das Material zur Bildung eines O-Horizontes besteht zum größten Teil aus abgestorbenen Pflanzenresten. Der Humus kann durch Niederschläge und Zersetzungsprozesse sehr sauer sein.
Skeletthumusböden haben ebenso wie Felshumusböden Probleme mit wechselnden Feuchtebedingungen, da kaum Bodenkörper zu Wasserspeicherung existiert. Je tiefer der Humus aber in die Zwischenräume eingedrungen ist, desto weniger extrem ist die Austrocknung, und desto größer werden der Wurzelraum und der Nährstoffspeicher. Tiefgründige Skeletthumusböden können sogar vereinzelt Bäume tragen.
Felshumusböden bieten dennoch nur wenigen Pflanzen wie einigen Gräser und Kräutern einen geeigneten Standort. Eine forstwirtschaftliche Nutzung ist erschwert; eine landwirtschaftliche unmöglich. Skeletthumusböden sind wichtige Bereiche für den Naturschutz.